# Encarsia lasallei
Encarsia lasallei är en stekelart som beskrevs av Huang och Andrew Polaszek 1998. Encarsia lasallei ingår i släktet Encarsia och familjen växtlussteklar. Inga underarter finns listade i Catalogue of Life.